# ميخائيل كلايتون
ميخائيل كلايتون (بالإنجليزية: Michael Clayton)‏ هو لاعب كرة قدم أمريكية أمريكي، ولد في 13 أكتوبر 1982 في باتون روج في الولايات المتحدة.

## وصلات خارجية
- ميخائيل كلايتون على موقع مرجع كرة القدم المحترفة.كوم (الإنجليزية)
- ميخائيل كلايتون على موقع JustSportsStats.com (الإنجليزية)